# Naoe Kanetsugu
Naoe Kanetsugu est un nom japonais traditionnel ; le nom de famille (ou le nom d'école), Naoe, précède donc le prénom (ou le nom d'artiste).
Naoe Kanetsugu (直江 兼続, 1560-23 janvier 1620) est un samouraï japonais des XVIe et XVIIe siècles. Fils aîné de Higuchi Kanetoyo, Kanetsugu est connu pour son service à deux générations de daimyos Uesugi. Il est également appelé par son titre de cour, « Yamashiro no kami » (山城守) ou par son nom d'enfant/adolescent, « Kanetsugu Higuchi » (樋口 兼続).
Kanestugu fut d'abord koshō (小姓) de Kenshin Uesugi. Puis, après la mort de ce dernier, il servit Kagekatsu Uesugi, le fils adoptif du frère de Kenshin, Ōkuni Sanehiro, qui était un célèbre serviteur des Uesugi.

## Biographie

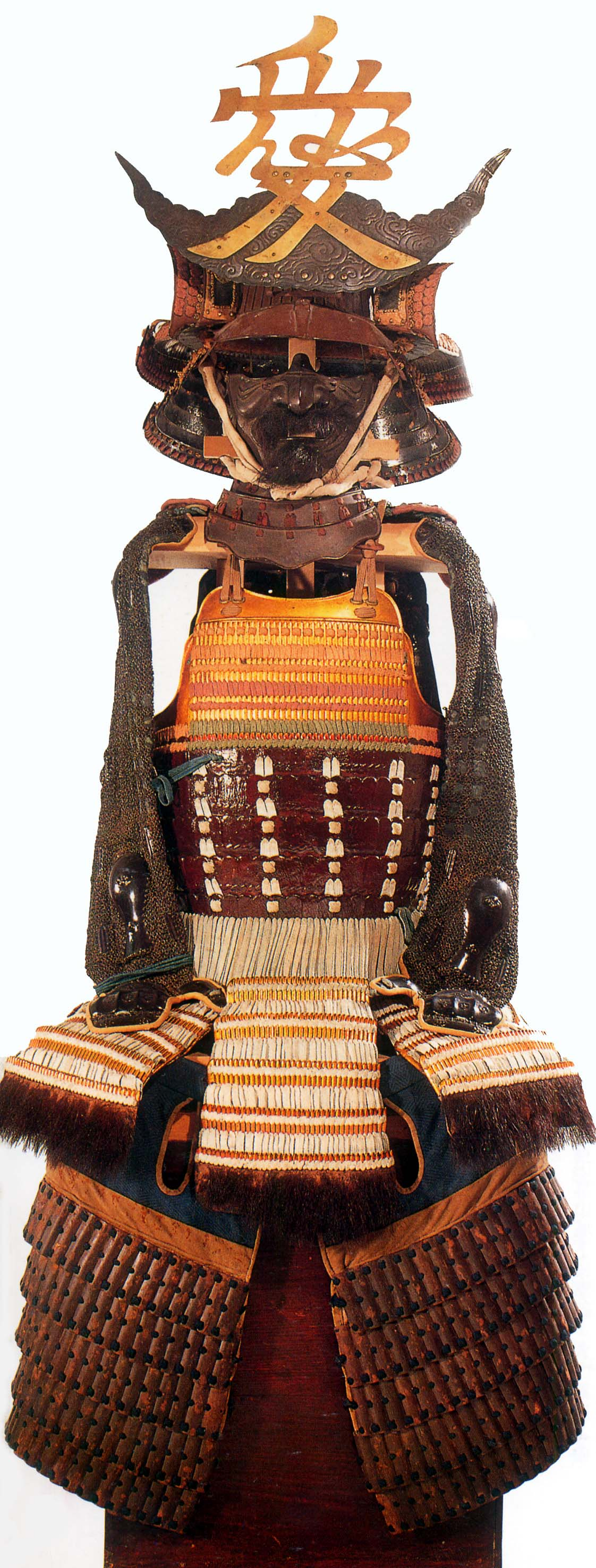
Armure de Kanetsugu Naoe. Le caractère 愛 sur le sommet du casque (kabuto) signifie « amour ».

Kanetsugu est né « Yoroku Higuchi » en 1560, au château de Sakato dans la province d'Echigo (l'actuelle préfecture de Niigata). Son père, Kanetoyo Higuchi, était un serviteur senior de Nagao Masakage, le seigneur du château de Sakato. Kanetsugu s'est plus tard marié à Osen, la veuve d'un serviteur des Uesugi, Naoe Nobutsuna, et il a pris le nom de Kanetsugu Naoe. Il se distingua rapidement en tant que commandant et participa à plusieurs batailles qui eurent lieu sur les côtes de la mer du Japon avec Sassa Narimasa et Toshiie Maeda. Kanetsugu fut également chargé de combattre les alliés des Tokugawa pendant les préparatifs de la bataille de Sekigahara. Après la reddition du clan Uesugi en 1601, leurs terres furent incorporées au petit domaine de Yonezawa, qui avait un revenu de 60 000 koku. Kanetsugu se voit accorder une pension juste avant de prendre sa retraite.

## Après sa mort
À la suite de son décès, sa femme, Osen (お船), selon la coutume de l'époque, a porté la tonsure, s'est coupé les cheveux et est devenue prêtresse bouddhiste. Elle prit le nom de Teishin-ni (貞心尼), et aida le jeune héritier des Uesugi, Uesugi Sadakatsu. Elle mourut en 1637 à l'âge de 81 ans.

## Personnalité
Kanetsugu était respecté pour son jugement. Dans La Vie de Hideyoshi Toyotomi, Walter et M. E. Dening racontent une anecdote dans laquelle Hideyoshi, dont le travail d'unification du Japon a ouvert la voie au shogunat Tokugawa, décida de rendre visite en personne à Kagekatsu Uesugi, le seigneur de Kanetsugu à cette époque, juste accompagné par quelques serviteurs.
Dès qu'il apprit cette venue prochaine, Kanetsugu convoqua un conseil pour discuter de ce qui était le mieux à faire dans ces circonstances. La plupart des conseillers lui préconisèrent d'assassiner Hideyoshi, soutenant que cela était de loin le moyen le plus simple de se débarrasser d'un ennemi dangereux. Mais Kanetsugu jugea ce conseil indigne d'un homme dans une telle position que Kagekatsu. « Hideyoshi vient chez nous sans protection, dit Kanetsugu, c'est la preuve de son profond respect pour notre maître. Avec plus de personnes, Hideyoshi serait sûr de ne pas être en danger. Sachant que notre seigneur est un homme de caractère noble, il croit en nous. Allons-nous profiter de cette situation pour le tuer, l'histoire de notre bassesse et de notre traîtrise serait transmise à la postérité pour notre honte éternelle. Non : laissons notre maître répondre à la magnanimité avec magnanimité, laissons-le rencontrer Hideyoshi, et permettons-les de voir s'ils ne peuvent pas arriver à une entente. S'ils ne peuvent s'entendre, alors nous combattrons, mais pas avant le retour d'Hideyoshi chez lui. »

## Dans la culture populaire
Le taiga drama de 2009, Tenchijin, est basé sur sa vie.
Il apparaît dans le jeu vidéo Sengoku Basara Samurai Heroes de 2010 sur Wii et Playstation 3, sur la carte de Kenshin Uesugi en tant que commandant ennemi.
Il apparaît dans jeux great conqueror 2 shogun (2023) en tant que personne jouable

## Honneur
L'astéroïde (10583) Kanetugu est nommé en son honneur.

## Source de la traduction
- (en) Cet article est partiellement ou en totalité issu de l’article de Wikipédia en anglais intitulé « Naoe Kanetsugu » (voir la liste des auteurs).